# 武平站
武平站是龙龙高速铁路的一座中间站，位于中华人民共和国福建省龙岩市武平县，规模为2台4线，总建筑面积为6987.48平方米。本站于2023年12月26日随龙龙高速铁路龙岩至武平段的开通而启用。